# Sehome
Sehome je část města Bellingham ve státě Washington. Bylo pojmenováno po nedalekém kopci Sehome Hill, jehož jméno pochází z jazyka kmene Nuksaků. Dříve město vlastnila železniční společnost Bellingham Bay and British Columbia Railroad Company. 
Nachází se zde střední škola Sehome High School a na kopci Sehome Hill je arboretum.